# Eva Hortensia Synnerberg
Eva Hortensia Synnerberg, també coneguda com a Eva de Synnerberg o Ortensia Synnerberg, (Heinola, Gran Ducat de Finlàndia, 9 de gener de 1856 - Khàrkiv, 15 de febrer de 1920) fou una cantant d'òpera finlandesa, amb tessitura de contralt i mezzosoprano, solista del Teatre Imperial Mariïnski de Sant Petersburg i del Teatre Bolxoi de Moscou. El seu cognom es troba també escrit com a Sunnerberg.

## Biografia
Fou filla del coronel Albert Theodor Synnerberg i de la seva esposa Eva Karolina Augusta Bergenstråle. Albert Theodor Synnerberg (Turku, 6 de juliol de 1817 - Hèlsinki, 5 d'agost de 1864) fou militar, arribant al grau de Coronel l'any 1859. Va morir a Kovno el 5 d'agost de 1864. Es va casar el 15 de desembre de 1846 amb Eva Karolina Augusta Bergenstråle (29 d'octubre de 1823 - Hèlsinki, el 31 de març de 1892), filla del coronel Pehr August Bergenstråle i de la seva segona esposa Henrika Gustava Krook. Van tenir sis fills: Alexander Albert, Olga Henriette Evelina, Blenda Emilia, Edith Maria, Alfons Theodor i Eva Hortensia. Entre els germans, Blenda també va estudiar cant, com a soprano.
Hortensia va rebre la seva primera formació a Sant Petersburg i es va graduar a l'Escola de Moscou de l’Orde de Santa Caterina, popularment conegut com a l'Institut per a les dones de la noblesa.
Va debutar en un concert a Hèlsinki el 1875, al qual cantà una ària de l'òpera Un ballo in maschera de Giuseppe Verdi i una altra de Una vida pel tsar de Mikhaïl Glinka. El 10 d'abril de 1885 va participar en un concert a Helsinki, amb orquestra, seguit d'altres concerts fins a arribar al concert d'estudiants del 5 de juny de 1875, al qual va cantar també en duo amb la seva germana Blenda. Va continuar participant en concerts fins a la seva marxa cap a Itàlia.
A finals de novembre de 1875 es va anunciar que anava a Milà per a continuar estudis amb una beca estatal. A la ciutat italiana fou alumna de Francesco Lamperti. El 1878 va fer una aparició com a convidada a Finlàndia, en diversos escenaris sales de concerts. Va marxar després a l'Òpera de la Cort de Sant Petersburg, on va debutar en el paper de Siebel a l’òpera Faust de Charles Gounod. Va aparèixer al Royal Opera House, Covent Garden, de Londres el anys 1877 i 1878. El 1878 va fer una aparició com a convidada a Hèlsinki i després va fer una gira de gran èxit per Itàlia, durant la qual va fer actuacions com a convidat a Roma i Nàpols, entre altres ciutats.
El 1881 va ser convidada a l'Òpera de la Cort de Viena. Va fer gires a Rússia amb aparicions a Sant Petersburg i Moscou. Una altra gira important la va portar a Amèrica del Sud, on va cantar el 1883 a Rio de Janeiro i a Buenos Aires.
A més, va aparèixer repetidament als principals teatres d'òpera d'Itàlia, inclòs el 1885 al Teatro San Carlo de Nàpols com a la Reina de l'òpera Hamlet d'Ambroise Thomas.
Del 1885 al 1888 va ser contractada per a la companyia del Teatre Bolxoi de Moscou. El repertori de la cantant incloïa el paper de Ratmir de l’òpera Ruslan i Liudmila de Mikhaïl Glinka, Liubasha de l’òpera Tsàrskaia nevesta (la núvia del tsar) de Nicolai Rimsky-Kórsakov, la Comtessa de Píkovaia dama (la dama de piques) de Piotr Ilitx Txaikovski, Amneris d'Aida de Giuseppe Verdi, Azucena d'Il trovatore de Verdi i Ortrud de Lohengrin de Richard Wagner.
El 1890 va participar en una gira pels Estats Units d'Amèrica amb Adelina Patti.
Va assumir el paper de Beppe en l'estrena mundial de l'òpera L'amico Fritz de Pietro Mascagni al Teatre Costanzi de Roma el 31 d'octubre de 1891, on ella mateixa va interpretar el sol de violí del primer acte.
Va participar en la temporada de primavera 1892 del Gran Teatre del Liceu de Barcelona, debutant en l'òpera La favorita de Gaetano Donizetti el 27 d'abril de 1892, al costat del tenor italià Alfonso Garulli, i en l'estrena del 14 de maig de Garín de Tomás Bretón, amb Eva Tetrazzini i Alfonso Garuli, sota la direcció del compositor. Amb aquesta obra va acabar la temporada del Liceu i també les participacions de la cantant en aquest teatre.
En els anys 1896-98 va aparèixer com a convidada als teatres d'òpera russos, a les ciutats de Kíev, Odessa i Rostov. El 1897 va cantar al Teatro Lírico de Milà a l'estrena mundial de l'òpera ll voto d'Umberto Giordano. Des del 1900 va treballar com a professora al Conservatori de Khàrkiv. Després de la Revolució d'Octubre de 1917, hi va viure en condicions molt pobres.
L'any 1912 va publicar un llibre de text pedagògic musical.